# William S. Haggard
William Selkirk Haggard (* 17. September 1847 in Jeffersonville, Fayette County, Indiana; † 6. Juli 1911 in Tippecanoe, Marshall County, Indiana) war ein US-amerikanischer Politiker. Zwischen 1897 und 1901 war er Vizegouverneur des Bundesstaates Indiana.
Die Quellenlage über William Haggard ist sehr schlecht. Er nahm als Soldat einer Artillerieeinheit am Bürgerkrieg teil und erreichte dabei im Heer der Union den Rang eines Korporals. Politisch schloss er sich der Republikanischen Partei an. 1896 wurde er an der Seite von James Mount zum Vizegouverneur von Indiana gewählt. Dieses Amt bekleidete er zwischen dem 11. Januar 1897 und dem 14. Januar 1901. Dabei war er Stellvertreter von Gouverneur James Mount und Vorsitzender des Staatssenats. Er war auch Leiter des Indiana State Soldier's Home.